# The Raelettes
The Raelettes waren eine Girlgroup, die von den 1950er bis in die 1980er Jahre bestand.

## Geschichte
Die Raelettes wurden gegründet, um als Backgroundsängerinnen für Ray Charles zu arbeiten. Sie gingen aus der Gruppe The Cookies hervor, die 1954 in Brooklyn von den Sängerinnen Earl-Jean McCrea, Margie Hendrix und Pat Lyles gegründet wurde. Ihr Zusammenspiel mit Charles beinhaltete eine fühlbare Sexualität, was für die damalige Zeit bemerkenswert war. Als Ray Charles 1965 das Tangerine Label gründete, fungierten sie als Stars. Aber der häufige Personalwechsel ließ ihren Schwung verkümmern. Nach einiger Zeit, in der sie als Gruppe unabhängig von Charles auch auf eine Fernosttournee gingen, sangen sie bis zu seinem Tod 2004 wieder als seine Backgroundsängerinnen.

## Diskografie

### Alben
- 1970: Souled Out
- 1972: (Ray Charles Presents The) Raeletts, Yesterday... Today... Tomorrow
- 1993: The Raelettes, Hits And Rarities

### Singles
| Jahr | Titel Album                       | Höchstplatzierung, Gesamtwochen, AuszeichnungChartplatzierungen (Jahr, Titel, Album, Platzierungen, Wochen, Auszeichnungen, Anmerkungen) | Höchstplatzierung, Gesamtwochen, AuszeichnungChartplatzierungen (Jahr, Titel, Album, Platzierungen, Wochen, Auszeichnungen, Anmerkungen) | Anmerkungen |
| Jahr | Titel Album                       | US | R&B | Anmerkungen |
| ---- | --------------------------------- | --- | --- | ----------- |
| 1967 | One Hurt Deserves Another         | US76 (6 Wo.)US | R&B24 (7 Wo.)R&B |             |
| 1968 | I’m Gett’n Long Alright           | — | R&B23 (8 Wo.)R&B |             |
| 1968 | I Want to Thank You               | — | R&B47 (2 Wo.)R&B |             |
| 1970 | I Want to (Do Everything for You) | US96 (2 Wo.)US | R&B30 (6 Wo.)R&B |             |
| 1971 | Bad Water                         | US58 (13 Wo.)US | R&B40 (7 Wo.)R&B |             |

Weitere Singles
- 1972: Leave My Man Alone